# VAL 208
Le VAL 208 est un modèle du métro VAL conçu par Matra Transport (Siemens Transportation Systems) en partenariat avec le suisse Vevey Technologies (Bombardier Transport) et l'industriel français Fives FCB,. Les véhicules sont fabriqués en Autriche, à Vienne dans l'usine SGP de Siemens.
Le chiffre « 208 » dans son intitulé renvoie à la largeur de la cabine, qui mesure 208 cm, soit 2,08 m. Ce modèle remplace le modèle VAL 206. Les véhicules de type VAL sont pilotés depuis un poste central (PCC). Ils se déplacent automatiquement dans les conditions normales de circulation. Ils peuvent coexister sur les réseaux avec les VAL 206, leurs homologues plus anciens. Le démarrage des rames du garage pour les mettre en circulation (cas d'affluence) ou les retirer de la circulation se fait par le poste central.

## Historique

### VAL 208
En mai 1999, Matra présente à Lille le remplaçant du VAL 206, baptisé VAL 208.
Le VAL 208, dessiné par Roger Tallon, est développé pour réduire au minimum le poids et la taille des équipements embarqués, afin d'augmenter l'espace à bord par rapport au VAL 206 ; il est plus facile à construire et à entretenir. Les systèmes embarqués (portes, moteurs, etc.) sont aussi plus silencieux et les moteurs sont déplacés sur les essieux, supprimant le système de cardan.
Son nom découle de la largeur maximale de l'engin, qui est augmentée de deux centimètres pour être portée à 2,08 m au lieu des 2,06 m du VAL 206.
Le design du VAL 208, plus profilé que celui de son prédécesseur diffère de celui du VAL 206 par la surface vitrée augmentée grâce au déplacement des armoires électriques et électroniques situées à l'avant droit des voitures VAL 206 se trouvent à l'arrière de la voiture, du côté de l'attelage reliant les deux éléments d'une rame.

### VAL 208 NG
Une version de nouvelle génération (NG) du VAL 208 est construite à partir de 2006. Elle est déployée sur CDGVAL et sur la ligne B du métro de Toulouse. Des VAL 208 NG ont également été commandés en renfort à Rennes et à Turin. Cette version se différencie de la première par plusieurs détails. Esthétiquement, on ne trouve plus systématiquement le logo « VAL 208 » entre les feux avant tandis que les plaques des pas de portes de la première génération sont marqués des logos des entreprises Matra et Siemens, alors que seul le nom de Siemens est présent sur la nouvelle génération.
L'aménagement intérieur profite non seulement de la conception revue mais aussi d'un aménagement intérieur des sièges repensé et amélioré sur la version dite Nouvelle génération (NG) où des sièges ont été retirés et remplacés par des appui-fesses à hauteur de vitres, permettant ainsi d'accepter un plus grand nombre de personnes debout.
Sur le plan technique, le défaut de résonance du moteur en phase d'accélération et de freinage autour de 30 km/h a été supprimé, améliorant le confort des utilisateurs et la redondance de l'automate a été supprimée car jugé inutile avec la fiabilisation du système. Le système des portes est différent, ce qui est détectable au bruit plus violent sur la nouvelle génération, et les poignées d'évacuation sont également différentes.

### VAL 208 NG2
En 2012, Siemens lance une troisième version baptisée VAL 208 NG2. Celle-ci est d'abord destinée au renfort des lignes A et B du métro de Toulouse et à la ligne A du métro de Rennes où elles se distinguent de sa version antérieure par un intérieur peint en blanc et non plus en jaune. Sur le plan technique, le NG2 ne se caractérise que par une fiabilisation du matériel. Une version climatisée du VAL 208 NG2 est déployée la même année à Uijeongbu en Corée du Sud ; cette particularité réside dans le climat sud-coréen aux étés chauds et très humides et a nécessité d'adapter la structure de la caisse et à rehausser les rames, les équipements de climatisation se situant en toiture.

### VAL 208 NG3
En 2018, les villes de Toulouse, Rennes et Turin ainsi que l'aéroport de Roissy-Charles-de-Gaulle ont lancé une nouvelle commande commune afin de renforcer leur parc. Le VAL 208 NG3 roulera en essais à partir de mi-2024 et sera basé sur les versions précédentes. Il s'adaptera néanmoins à l'évolution de normes techniques,et principalement à celle feu-fumées. Il devra notamment être plus léger et moins consommateur d'électricité. L'aménagement intérieur sera repensé, et la digitalisation du système de maintenance devrait également permettre de gagner en fiabilité.
Les rames VAL 208 NG3 de Rennes et de Toulouse seront livrées à partir de mi-2025.

Val 208 nouvelle génération
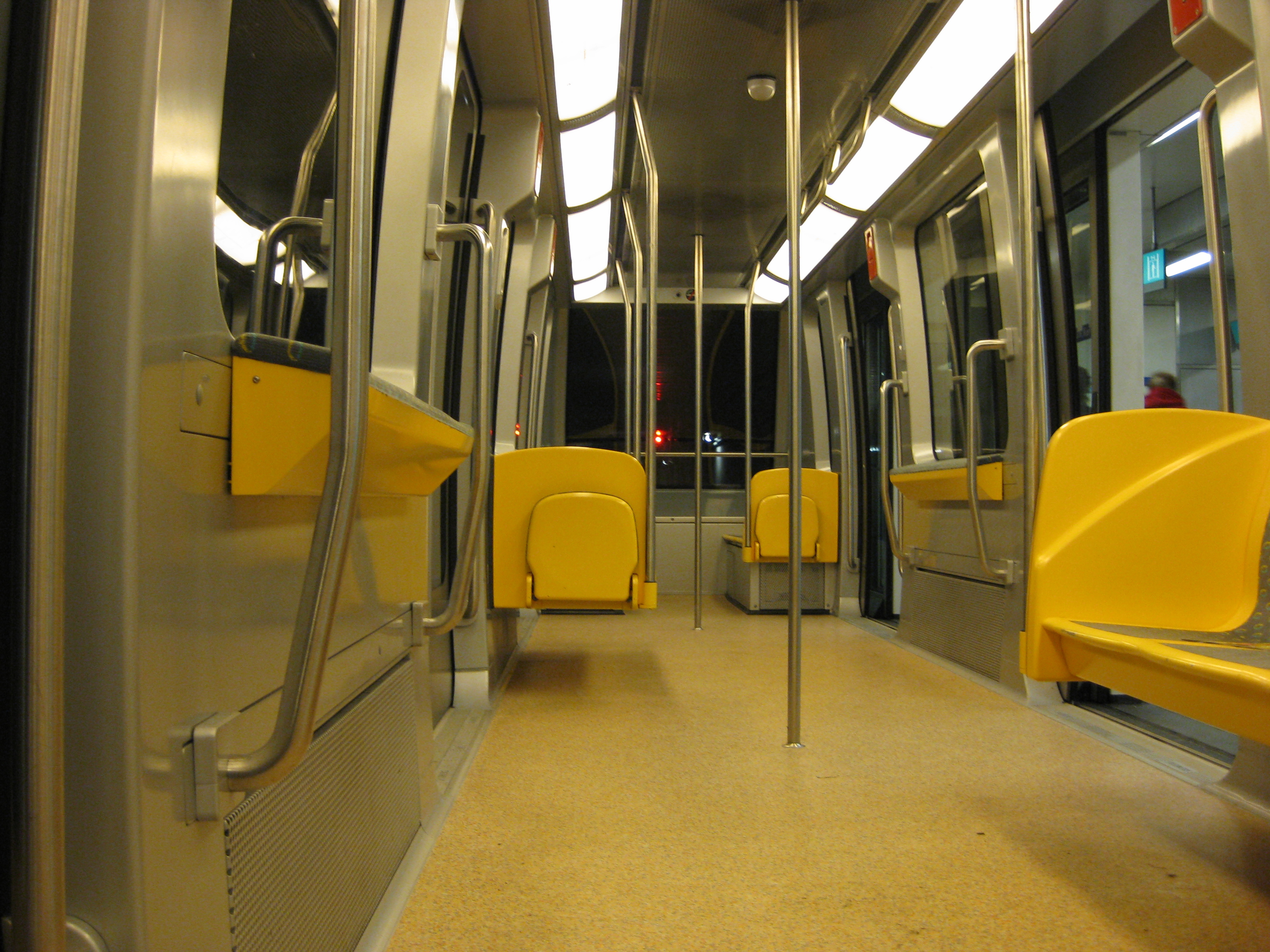
Intérieur d'une rame du métro de Rennes.
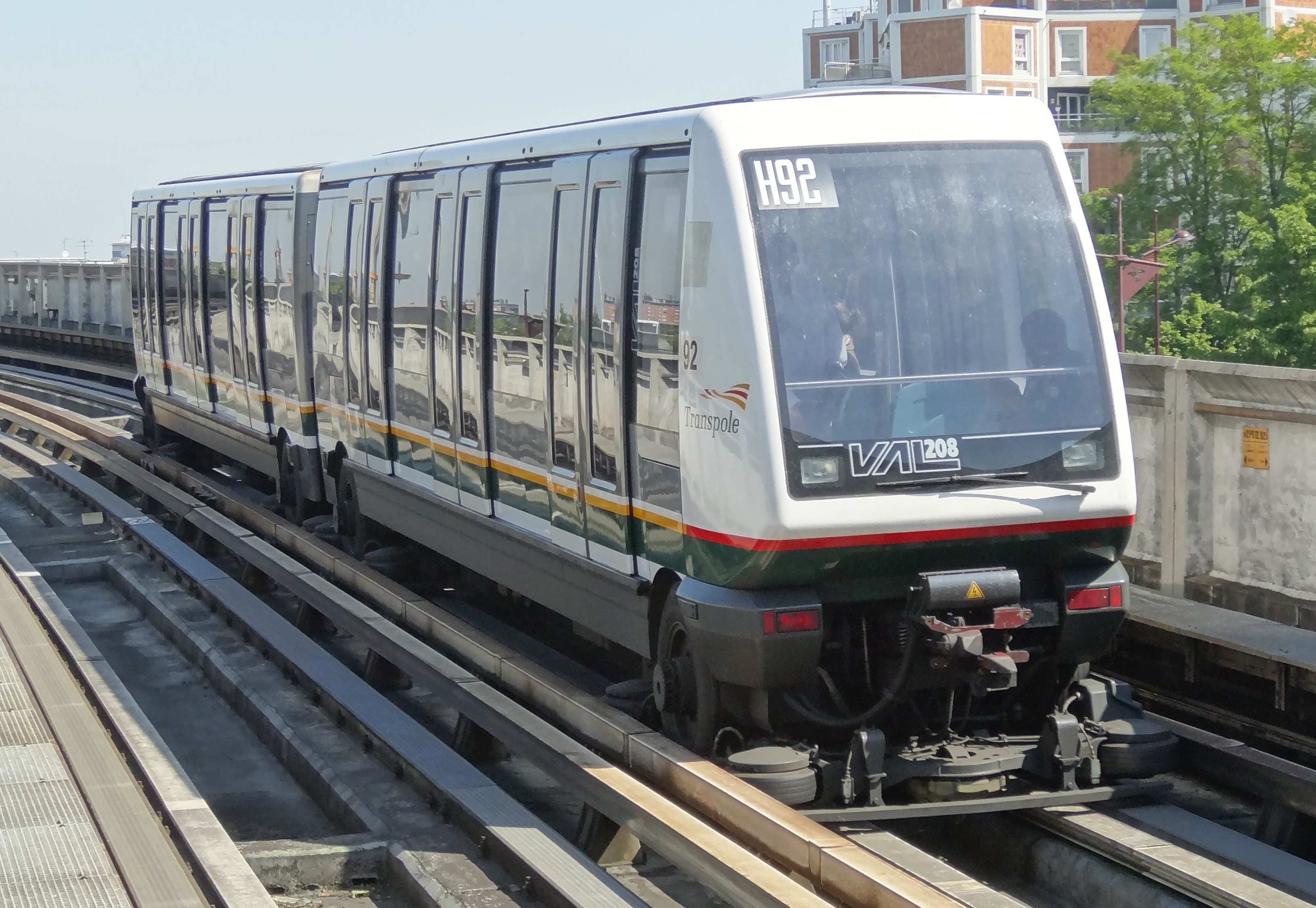
Rame du métro de Lille.
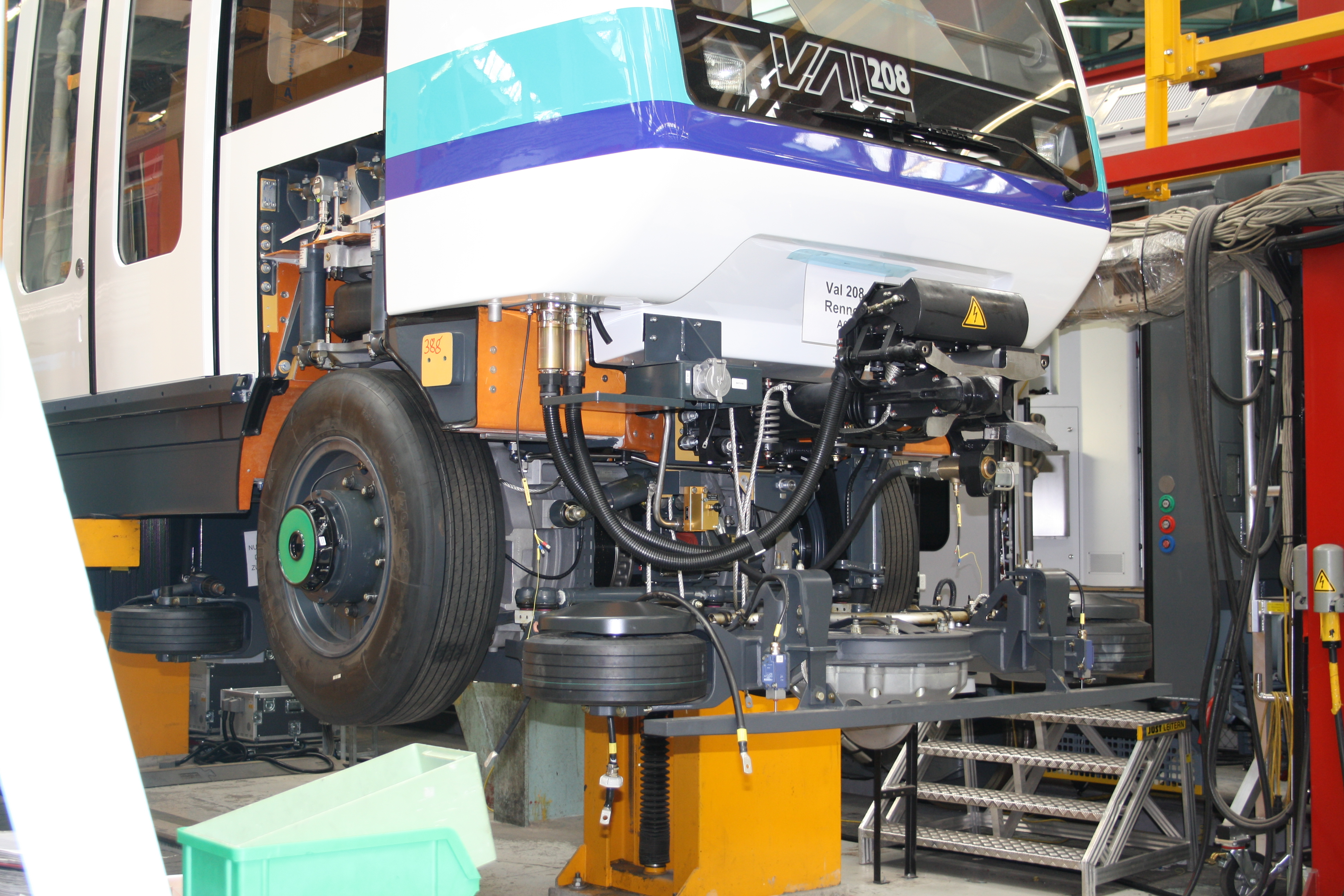
Bogie du métro de Rennes.

## Caractéristiques
- Vitesse service de freinage/accélération : 1,3 m s−2
- Moteurs : 750 V continu
- Pente maximale : 10 %
- Roulement : pneumatique
- Longueur voiture : 13 m
- Portes par voiture : 6 (3 chaque côté)
- Largeur portes : 1,3 m
- Voitures découplables : Non - par 2
- Rames couplables : Oui, 2 rames maximum (4 voitures)
- Sièges : 23 (dont 8 strapontins)/voiture (Variable selon configuration)
- Places debout : 55 par voiture (Variable selon configuration)
- Consommation moyenne : 80 kWh
- Poids à vide : 28 tonnes
- 8 moteurs (1 par roue) synchrone à aimants permanents de 65 kW

Comme tout métro automatique, le VAL 208 n'a pas besoin de conducteur, et donc pas de cabine de conduite. Toutefois, un dispositif manuel de conduite existe à chaque extrémité de rame, protégé par un cache amovible à serrure.
Les rames sont sonorisées pour annoncer les stations et peuvent, selon les réseaux, êtres complétées d'un système d'affichage embarqué comme sur les rames toulousaines, coréennes et celles du CDGVAL, renseignant les passagers sur les prochaines stations desservies, les correspondances, et le côté de sortie du métro.
Un système de télésurveillance est parfois installé à l'intérieur du VAL, ce qui est le cas dans certaines villes, comme à Lille, et progressivement à Toulouse.

## Commercialisation
| Pays         | Réseau                    | Nb. rames VAL 208 | Nb. rames VAL 208NG    | Observations - Particularités                                                                                                 |
| ------------ | ------------------------- | ----------------- | ---------------------- | --- |
| France       | CDGVAL                    | -                 | 18, dont 8 VAL 208 NG2 | |
| France       | Métro de Lille            | 60                | -                      | Sur la ligne 1, depuis novembre 2024, les VAL208 fonctionnent avec un pilote automatique conçu par Alstom et non par Siemens. |
| France       | Métro de Rennes (Ligne A) | 16                | 14 dont 6 VAL 208 NG2  | |
| France       | Métro de Toulouse         | 14                | 74 dont 18 VAL 208 NG2 | Plus grand parc de VAL 208 en exploitation et rames de 52 mètres (sur la ligne A seulement)                                   |
| Italie       | Métro de Turin            | -                 | 58                     | Rames de 26 mètres jumelées, la longueur totale de chaque train étant ainsi de 52 mètres.                                     |
| Corée du Sud | Métro d'Uijeongbu         | -                 | 15                     | Rames dotées d'une climatisation, une première                                                                                |